# Ariane béryl
Pour les articles homonymes, voir Béryl (homonymie).
Saucerottia beryllina
Espèce
Statut de conservation UICN

 LC  : Préoccupation mineure
Statut CITES
L’Ariane béryl (Saucerottia beryllina) est une espèce de oiseaux de la famille des Trochilidae.

## Répartition
Cet oiseau est présent au Guatemala, au Honduras, au Salvador et au Mexique. Quelques observations sont connues au sud des États-Unis.

## Habitats
Ses habitats sont les forêts humides de basses et hautes altitudes, ainsi que les forêts sèches mais aussi sur les anciennes forêts lourdement dégradées, les plantations agricoles, les jardins de campagnes et de nombreuses aires urbaines.

Carte de répartition de l'espèce

## Sous-espèces
D'après Alan P. Peterson, cinq sous-espèces ont été décrites :
- S. beryllina beryllina (Deppe, 1830) ;
- S. beryllina devillei (Bourcier & Mulsant, 1848) ;
- S. beryllina lichtensteini R.T. Moore, 1950 ;
- S. beryllina sumichrasti Salvin, 1891 ;
- S. beryllina viola (W. Miller, 1905).